# Копривна (Модрича)
Копривна је насељено мјесто у општини Модрича, Република Српска, БиХ. Према попису становништва из 2013. у насељу је живјело 1.152 становника.

## Култура
Храм Српске православне цркве посвећен је Светој Петки.

## Споменик
Споменик је посвећен погинулим борцима Војске Републике Српске. На споменику пише „ОНИ СУ ПОНОС КОПРИВНЕ“.

## Образовање
Основна школа „Свети Сава“.
Прва школа у Копривни и то у Великој ријеци изграђена је 1850, а друга школска зграда у Малој ријеци 1927. године. Трећа школска зграда у Великој ријеци и четврта у Копривској Требави изграђене су 1958, а садашња (пета по реду) зграда на Селиштини подигнута је 1982. Школа као осморазредна функционише од 1958, а као самостална Основна школа „Вук Караџић“ од 1965. до 1993. године када је припојена Основној школи „Свети Сава“ Модрича.

## Становништво
| Националност       | 1991.          | 1981.          | 1971.          | 1961. | 1953. | 1948.        |
| Срби               | 1.903 (85,79%) | 2.203 (86,76%) | 2.512 (98,89%) | 2.577 |       | 2.732 (100%) |
| Југословени        | 26 (1,17%)     | 172 (6,77%)    |                |       |       |              |
| Хрвати             | 7 (0,31%)      | 24 (0,94%)     | 6 (0,23%)      | 3     |       |              |
| Муслимани          | 3 (0,13%)      | 35 (1,37%)     | 14 (0,55%)     |       |       |              |
| Македонци          |                |                | 2              |       |       |              |
| Црногорци          |                | 1              |                |       |       |              |
| остали и непознато | 279 (12,57%)   | 105 (4,13%)    | 8 (0,31%)      | 17    |       |              |
| Укупно             | 2.218          | 2.539          | 2.540          | 2.597 |       | 2.732        |

| Демографија | Демографија | Демографија |
| Година      | Становника  | Становника  |
| ----------- | ----------- | ----------- |
| 1948.       | 2.452       |             |
| 1953.       | 2.607       |             |
| 1961.       | 2.597       |             |
| 1971.       | 2.540       |             |
| 1981.       | 2.539       |             |
| 1991.       | 2.211       |             |
| 2013.       | 1.152       |             |

## Знамените личности
- Милан Јелић, српски економиста, бивши председник Републике Српске